# Lead-in (Unterhaltungsmedien)
Lead-in ist ein in der US-Fernsehindustrie gebräuchlicher Begriff. Er beschreibt den Sachverhalt, dass die Zuschauer einer Fernsehsendung als Zuschauerlieferant für die nachfolgende Sendung dienen. Populäre Lead-in-Shows sind beispielsweise Fernsehshows mit vielen Zuschauern wie American Idol oder The Voice, die als Lead-in für nachfolgende Fernsehserien dienen.
Das Gegenstück zum Lead-in wird Lead-out bezeichnet.